# Seremban
Koordinaten: 2° 43′ N, 101° 57′ O

Seremban

Seremban ist die Hauptstadt des malaysischen Bundesstaates Negeri Sembilan mit 372.931 Einwohnern (Stand 1. Januar 2005). Die Stadt befindet sich im District of Seremban, einem von sieben Distrikten in Negeri Sembilan. Am 9. September 2009 sollte Seremban offiziell zur Stadt erklärt werden. Wegen Unklarheit der Rechtslage kam es jedoch nicht dazu. Die Stadt wird vom Municipal Council (Majlis Perbandaran Seremban) verwaltet.
In den 1840er Jahren, während der Entdeckung von Zinn in diesem Gebiet, wurde die Stadt am Linggi-Fluss gegründet und hieß damals "Sungai Ujong". Sie ist kommerzielles Zentrum für die Kautschukproduktion und gut an das Schienennetz und das Kommunikationsnetz in Malaysia angebunden.
Die Eisenbahnlinie Singapur – Kuala Lumpur wurde in den 1890er Jahren fertiggestellt und hält in Seremban. Außerdem dient sie der Bahngesellschaft Keretapi Tanah Melayu.
In der Stadt wurde der erste Rotary-Club in Südostasien gegründet. Sie bildet das Zentrum der Minangkabaukultur der Region. In der Stadt gibt es ein Minangkabau-Museum, das sich der Minangkabau-Architektur widmet.

## Söhne und Töchter der Stadt
- Wilfred Vias (1929–2022), Hockeyspieler
- Sinnayah Sabapathy (1947–2022), Leichtathlet
- Mazlan Othman (* 1951), Astrophysikerin
- Kevin Nunis (1959–2025), Hockeyspieler
- Julian Leow Beng Kim (* 1964), Erzbischof von Kuala Lumpur

## Städtepartnerschaften
- Dongguan, Volksrepublik China
- Bandung, Indonesien
- Bukittinggi, Indonesien
- Padang, Indonesien